# Geoffrey Blancaneaux
Geoffrey Blancaneaux (Parigi, 8 agosto 1998) è un tennista francese.
Ha vinto nel 2016 il Roland Garros nella categoria ragazzi.

## Carriera
Diventa professionista nel 2016, anno in cui conquista il torneo riservato alla categoria ragazzi del Roland Garros, battendo in finale Félix Auger-Aliassime con il punteggio di 1-6, 6-3, 8-6.
Nel 2017 conquista i primi tornei Futures sia in singolare che in doppio. Partecipa grazie a una wild card allo US Open, dove viene immediatamente eliminato da giapponese Yūichi Sugita.
Nel 2018 vince il primo torneo Challenger in doppio a Lione dove, insieme al connazionale Elliot Benchetrit, supera in finale la coppia composta da Hsieh Cheng-peng e da Luca Margaroli in tre set.
Sempre insieme a Benchetrit ottiene nel 2019 la prima vittoria in un torneo del Grande Slam, in occasione del torneo di doppio del Roland Garros, e vengono sconfitti al secondo turno dalle teste di serie nº 4 del tabellone Marach e Pavić.
Nel dicembre 2021 supera per la prima volta i quarti di finale nel circuito Challenger a Maia e si spinge fino alla finale, nella quale sconfigge Tseng Chun-hsin per 3-6, 6-3, 6-2 e conquista il primo titolo di categoria in singolare.

## Statistiche
Aggiornate al 9 maggio 2024.

### Tornei minori

#### Singolare

##### Vittorie (15)
| Legenda tornei minori |
| Challenger (2)        |
| ITF (13)              |

| N.  | Data             | Torneo                           | Superficie      | Avversario in finale      | Punteggio        |
| 1.  | 9 aprile 2017    | Tunisia F13, Hammamet            | Terra rossa     | Cristian Carli            | 4-6, 3-6, 6-0    |
| 2.  | 9 luglio 2017    | France F14, Bourg-en-Bresse      | Terra rossa     | Constant Lestienne        | 3-6, 6-2, 7-5    |
| 3.  | 16 luglio 2017   | Turkey F25, Istanbul             | Terra rossa     | Martín Cuevas             | 7-5, 6-1         |
| 4.  | 23 luglio 2017   | Turkey F26, Istanbul             | Terra rossa     | Bruno Sant'Anna           | 6(8)-7, 6-4, 6-2 |
| 5.  | 25 marzo 2018    | Croatia F3, Abbazia              | Terra rossa     | Nino Serdarušić           | 6-2, 3-6, 6-2    |
| 6.  | 4 novembre 2018  | Tunisia F38, Monastir            | Cemento (o)     | Ronan Joncour             | 6-0, 6-1         |
| 7.  | 25 novembre 2018 | South Africa F1, Stellenbosch    | Cemento         | Sebastian Prechtel        | 6-4, 6-0         |
| 8.  | 10 marzo 2018    | M15 Doha, Doha                   | Cemento         | Jacob Grills              | 6-4, 6-1         |
| 9.  | 31 marzo 2019    | M15 Tabarka, Tabarka             | Terra rossa     | Nikolas Sanchez Izquierdo | 6-2, 7-5         |
| 10. | 28 aprile 2019   | M15 Tabarka, Tabarka             | Terra rossa     | Orlando Luz               | 7-6(3), 6-4      |
| 11. | 10 novembre 2019 | M15 Heraklion, Candia            | Cemento         | Yshai Oliel               | 6-1, 6-2         |
| 12. | 9 febbraio 2020  | M15 Cancun, Cancún               | Terra rossa     | Maximiliano Estévez       | 6(7)-7, 6-3, 6-1 |
| 13. | 12 dicembre 2021 | Maia Challenger I, Maia          | Terra rossa (i) | Tseng Chun-hsin           | 3-6, 6-3, 6-2    |
| 14. | 5 marzo 2022     | M25 Santo Domingo, Santo Domingo | Cemento         | Rinky Hijikata            | 3-6, 6-2, 6-2    |
| 15. | 3 marzo 2024     | Delhi Open, Nuova Delhi          | Cemento         | Coleman Wong              | 6-4, 6-2         |

##### Sconfitte (4)
| N. | Data            | Torneo                               | Superficie  | Avversario in finale | Punteggio |
| 1. | 30 aprile 2017  | France F9, Angers                    | Terra rossa | Gleb Sakharov        | 4-6, 4-6  |
| 2. | 4 febbraio 2018 | Tunisia F4, Gerba                    | Cemento     | Laurent Kokoli       | 2-6, 1-6  |
| 3. | 19 gennaio 2020 | M25 Rancho Santa Fe, Rancho Santa Fe | Cemento     | Brandon Nakashima    | 3-6, 3-6  |
| 4. | 21 maggio 2023  | Tunis Open, Tunisi                   | Terra rossa | Sho Shimabukuro      | 4-6, 4-6  |

#### Doppio

##### Vittorie (8)
| Legenda tornei minori |
| Challenger (4)        |
| ITF (4)               |

| N. | Data             | Torneo                           | Superficie  | Compagno           | Avversari in finale              | Punteggio           |
| 1. | 8 gennaio 2017   | Hong Kong F6, Hong Kong          | Cemento     | Takuto Niki        | Karan Rastogi Wong Chun-hun      | 7-6(6), 6-0         |
| 2. | 17 giugno 2018   | Open de Lyon Challenger, Lione   | Terra rossa | Elliot Benchetrit  | Hsieh Cheng-peng Luca Margaroli  | 6-3, 4-6, [10-7]    |
| 3. | 24 febbraio 2019 | M15 Monastir, Monastir           | Cemento     | Arthur Rinderknech | Marek Gengel Petr Nouza          | 6-1, 6-4            |
| 4. | 10 marzo 2019    | M15 Doha, Doha                   | Cemento     | Zizou Bergs        | Arnaud Bovy Jesper de Jong       | 6-2, 6-4            |
| 5. | 22 dicembre 2019 | M15 Monastir, Monastir           | Cemento     | Skander Mansouri   | Baptiste Crepatte Gabriel Petit  | 6-0, 7-6(1)         |
| 6. | 9 aprile 2022    | Sanremo Challenger, Sanremo      | Terra rossa | Alexandre Müller   | Flavio Cobolli Matteo Gigante    | 4-6, 6-3, [11-9]    |
| 7. | 17 luglio 2022   | Iași Open, Iași                  | Terra rossa | Renzo Olivo        | Cristian Rodríguez Diego Hidalgo | 6-4, 2-6, [10-6]    |
| 8. | 9 giugno 2024    | Heilbronner Neckarcup, Heilbronn | Terra rossa | Romain Arneodo     | Jakob Schnaitter Mark Wallner    | 7-6(5), 5-7, [10-3] |

##### Sconfitte (6)
| N. | Data            | Torneo                    | Superficie  | Compagno                  | Avversari in finale                 | Punteggio           |
| 1. | 16 ottobre 2016 | France F22, Saint-Dizier  | Cemento (i) | Evan Furness              | Mick Lescure Hugo Nys               | 2-6, 3-6            |
| 2. | 23 aprile 2017  | Tunisia F15, Hammamet     | Terra rossa | Antoine Hoang             | Franco Agamenone Hernan Casanova    | 5-7, 6-1, [5-10]    |
| 3. | 2 luglio 2017   | Belgium F2, Arlon         | Terra rossa | Constant de la Bassetiere | Florian Lakat Arthur Rinderknech    | 1-6, 6-4, [4-10]    |
| 4. | 31 marzo 2019   | M15 Tabarka, Tabarka      | Terra rossa | Clément Tabur             | Alexander Merino Christoph Negritu  | 2-6, 2-6            |
| 5. | 9 febbraio 2020 | M15 Cancun, Cancún        | Cemento     | Gabriel Petit             | Mateus Alves Igor Marcondes         | 6(5)-7, 5-7         |
| 6. | 7 agosto 2021   | Liberec Open, Liberec     | Terra rossa | Maxime Janvier            | Roman Jebavy Igor Zelenay           | 2-6, 7-6(6), [5-10] |
| 7. | 29 marzo 2025   | Tennis Napoli Cup, Napoli | Terra rossa | Albano Olivetti           | Alexander Erler Constantin Frantzen | 4-6, 4-6            |